# Hyundai Trajet
Hyundai Trajet (type M) er en MPV fra den sydkoreanske bilfabrikant Hyundai. Bilen var i produktion fra januar 2000 til juni 2007.

## Historie
Trajet (fransk for vej eller strækning) er baseret på samme platform som Hyundai Sonata, Hyundai Santa Fe og Kia Magentis, og findes med tre forskellige benzin- og én dieselmotor. Derimod har den intet at gøre med den lige så store Kia Carnival, som blev udviklet sideløbende med Trajet i de dengang adskilte firmaer Hyundai og Kia.
Bilen er 4,7 meter lang og har et bagagerumsvolume på max. 2716 liter. Kabinen er udstyret med syv enkeltsæder, hvoraf dem i anden og tredje sæderække kan klappes sammen og tages ud af bilen. De vejer med 22 kg syv kg mindre end i Carnival. Med alle sæderne monteret kan bagagerummet rumme 304 liter. Bilen er standard udstyret med el-ruder og -spejle, fjernbetjent centrallåsesystem, tågeforlygter, klimaanlæg, justerbar lændehvirvelstøtte på førersædet og tre 12V-stikdåser.
Trajet er den første bilmodel opstået under ledelse af det europæiske design- og udviklingscenter. I 2003 flyttede Hyundai centeret fra Frankfurt til Rüsselsheim. Bilen blev bygget i sydkoreanske Ulsan.

## Facelift
I maj 2004 fik Trajet et facelift med ændrede sideblinklys og baglygter.
Kabinen blev modificeret med standardmonteret automatisk klimaanlæg, make up-spejl i solskærmen, lysere materialefarver, belyst handskerum og kørecomputer. På sikkerhedssiden fik den midterste siddeplads i anden sæderække trepunktssikkerhedssele. Derudover blev den gamle 2,0-liters Mitsubishi-baserede benzinmotor afløst af ny fra Hyundai selv med variabel ventilstyring med 103 kW (140 hk). Dermed blev både præstationer og drejningsmoment forbedret.
- Hyundai Trajet (2004–2007)
- Bagfra

I midten af 2007 blev produktionen af Hyundai Trajet indstillet.

## Motorer
Motorerne findes med undtagelse af V6 både med femtrins manuel og firetrins automatisk gearkasse. Benzinmotorerne opfylder Euro 4-normen. Derimod opfylder dieselmotoren kun Euro 3, og den blev derfor taget af programmet i 2006.

### Tekniske data
|                                                | 2.0                              | 2.0 CVVT              | 2.7 V6                 | 2.0 CRDi                     |
| Byggeår                                        | 2000−2004                        | 2004−2007             | 2000−2007              | 2001−2006                    |
| Motordata                                      |                                  |                       |                        |                              |
| Motortype                                      | R4-benzinmotor                   | R4-benzinmotor        | R4-benzinmotor         | R4-dieselmotor               |
| Antal ventiler pr. cylinder                    | 4                                | 4                     | 4                      | 4                            |
| Ventilstyring                                  | DOHC, tandrem                    | DOHC, tandrem         | 2 × DOHC, tandrem      | OHC, tandrem                 |
| Fødesystem                                     | Multipoint                       | Multipoint            | Multipoint             | Commonrail                   |
| Trykladning                                    | –                                | –                     | –                      | Turbolader, ladeluftkøler    |
| Køling                                         | Vandkøling                       | Vandkøling            | Vandkøling             | Vandkøling                   |
| Boring × slaglængde                            | 85,0 × 88,0 mm                   | 82,0 × 93,5 mm        | 86,7 × 75,0 mm         | 83,0 × 92,0 mm               |
| Slagvolume                                     | 1997 cm³                         | 1975 cm³              | 2656 cm³               | 1991 cm³                     |
| Kompressionsforhold                            | 10,0:1                           | 10,0:1                | 10,0:1                 | 17,7:1                       |
| Maks. effekt ved omdr./min.                    | 100 kW (136 hk) 5800             | 103 kW (140 hk) 6000  | 127 kW (173 hk) 5900   | 83 kW (113 hk) 4000          |
| Maks. drejningsmoment ved omdr./min.           | 183 Nm 4600                      | 184 Nm 4500           | 250 Nm 4000            | 255 Nm 2000                  |
| Kraftoverførsel                                |                                  |                       |                        |                              |
| Drivende hjul                                  | Forhjul                          | Forhjul               | Forhjul                | Forhjul                      |
| Gearkasse (standardudstyr)                     | 5-trins manuel                   | 5-trins manuel        | 4-trins automatisk     | 5-trins manuel               |
| Gearkasse (ekstraudstyr)                       | 4-trins automatisk               | 4-trins automatisk    | –                      | 4-trins automatisk           |
| Præstationer                                   |                                  |                       |                        |                              |
| Topfart                                        | 179 km/t (172 km/t)              | 183 km/t (179 km/t)   | (192 km/t)             | 170 km/t                     |
| Acceleration 0-100 km/t                        | 13,1 sek. (14,7 sek.)            | 12,6 sek. (14,2 sek.) | (11,5 sek.)            | 14,2 sek. (16,6 sek.)        |
| Brændstofforbrug pr. 100 km ved blandet kørsel | 9,3 liter (10,3 liter) Blyfri 95 | 8,7 liter Blyfri 95   | (11,4 liter) Blyfri 95 | 7,2 liter (8,4 liter) Diesel |

1. ↑  Værdier i parentes gælder for versioner med automatgear

Benzinmotorerne er af fabrikanten godkendt til brug med E10-brændstof.